# Садки (Островский район)
Садки — деревня в Шиковской волости Островского района Псковской области.
Расположена в 65 км к востоку от города Острова и в 10 км к востоку от волостного центра, деревни Шики.
Численность населения деревни по состоянию на 2000 год составляла 1 человек.